# Чуди, Эгидий
Эгидий Чуди (нем. Aegidius Tschudi, 5 февраля 1505, Гларус — 28 февраля 1572, там же) — швейцарский хронист, историк и географ, один из выдающихся политических деятелей Швейцарии времён Цвингли.
Уроженец Гларуса, столицы одноимённого кантона, выходец из местного старинного рода Чуди, известного с 870 года. 
После начала в 1525 году реформации в Швейцарии встал на сторону католиков, но настаивал на примирении враждующих партий во имя их общих интересов; лишь к концу жизни, в качестве ландаммана Гларуса, он стал обнаруживать нетерпимость, под влиянием повсеместной католической реакции.
Главным историческим его произведением является «Швейцарская хроника» («Chronicon Helveticum»), составленная в 1534-1536 годах (в окончательном варианте в 1550 г.), охватывающая события 1001-1470 гг. и заключающая весьма интересные рассказы и предания относительно древнейшей и средневековой истории страны, занятой швейцарцами.

Согласно ЭСБЕ:

Далеко не все тут проверено и может быть принято как достоверный факт; историческая критика иногда очень сурово порицала Чуди за излишний полет фантазии, но, во всяком случае, и то, что принято как вполне достоверное и вошло в научный оборот — часто взято только из книги Чуди: масса материалов, которыми он пользовался, нигде не встречается и должна считаться утерянной.
При составлении хроники Чуди активно пользовался трудами своих предшественников, в первую очередь Ганса Шрибера, автора «Белой книги Зарнена» (1474), откуда он позаимствовал легенду о Вильгельме Телле, также иллюстрированными рукописными хрониками Бенедикта Чахтлана (1470), Диболда Шиллинга Старшего (1480-е гг.), «Люцернской хроникой» Мельхиора Русса (1488), печатной «Хроникой Швейцарской конфедерации» Петерманна Эттерлина (1507) и др.
«Швейцарская хроника» Чуди опубликована была в 1734-1736 года в Базеле в двух томах Иоганном Рудольфом Изелином.
Несравненно меньшее значение имеет другая работа Чуди («Gallia comata»), посвящённая истории древней Галлии, преимущественно альпийской.